# Portugalská rallye 2009
Portugalská rallye 2009 (formálně 43º Vodafone Rally de Portugal) byl 4. podnik Mistrovství světa v rallye 2009 (WRC). Rallye se konal 2. až 5. dubna 2009. Trať se jela na šotolině a sestávala z 18 rychlostních zkoušek.
Soutěž vyhrál Sébastien Loeb (Citroën World Rally Team) před Mikko Hirvonenem (Ford World Rally Team) a Danim Sordem (Citroën World Rally Team). Norští jezdci Petter Solberg, jeho bratr Henning Solberg a Mads Østberg obsadili následující pozice. Dva body za 7. místo získal Federico Villagra a 1 body za 8. místo Khalid al-Qassimi. 
V produkční klasifikaci (PCWRC) zvítězila portugalská dvojice Armindo Araujo a Miguel Ramalho a juniorech dominoval Michal Kosciuszko na Suzuki Swift S1600. Další dvě místa na stupních vítězů obsadili nizozemští junioři Kevin Abbring a jeho týmový kolega Hans Weijs.

## Výsledky
| Pozice | Jezdec             | Navigátor            | Vůz                            | Čas       | Rozdíl  | Body |
| WRC    | WRC                | WRC                  | WRC                            | WRC       | WRC     | WRC  |
| ------ | ------------------ | -------------------- | ------------------------------ | --------- | ------- | ---- |
| 1      | Sébastien Loeb     | Daniel Elena         | Citroën C4 WRC                 | 3:53:13.1 | 0.0     | 10   |
| 2      | Mikko Hirvonen     | Jarmo Lehtinen       | Ford Focus RS WRC 08           | 3:53:37.4 | 24.3    | 8    |
| 3      | Dani Sordo         | Marc Marti           | Citroën C4 WRC                 | 3:54:58.5 | 1:45.4  | 6    |
| 4      | Petter Solberg     | Phil Mills           | Citroën Xsara WRC              | 3:55:57.7 | 2:44.6  | 5    |
| 5      | Henning Solberg    | Cato Menkerud        | Ford Focus RS WRC 08           | 3:58:59.4 | 5:46.3  | 4    |
| 6      | Mads Østberg       | Ole Kristian Unnerud | Subaru Impreza WRC 08          | 3:59:33.9 | 6:20.8  | 3    |
| 7      | Federico Villagra  | Jose Diaz            | Ford Focus RS WRC 08           | 4:06:12.6 | 12:59.5 | 2    |
| 8      | Khalid al-Qassimi  | Michael Orr          | Ford Focus RS WRC 08           | 4:11:24.8 | 18:21.7 | 1    |
| JWRC   |                    |                      |                                |           |         |      |
| 1      | Michal Kosciuszko  | Maciek Szczepaniak   | Suzuki Swift S1600             | 4:22:38.6 | 0.0     | 10   |
| 2      | Kevin Abbring      | Erwin Mombaerts      | Renault Clio R3                | 4:28:45.1 | 6:06.5  | 8    |
| 3      | Hans Weijs Jr.     | Bjorn Degandt        | Citroën C2 S1600               | 4:32:01.3 | 9:22.7  | 6    |
| 4      | Luca Griotti       | Corrado Bonato       | Renault Clio R3                | 4:37:48.7 | 15:10.9 | 5    |
| 5      | Alessandro Bettega | Simone Scattolin     | Renault Clio R3                | 4:49:23.1 | 26:44.5 | 4    |
| 6      | Simone Bertolotti  | Luca Celestini       | Suzuki Swift S1600             | 5:04:38.9 | 42:00.3 | 3    |
| PWRC   |                    |                      |                                |           |         |      |
| 1      | Armindo Araujo     | Miguel Ramalho       | Mitsubishi Lancer Evolution IX | 4:15:31.6 | 0.0     | 10   |
| 2      | Martin Prokop      | Jan Tománek          | Mitsubishi Lancer Evolution IX | 4:16:38.7 | 1:07.1  | 8    |
| 3      | Eyvind Brynildsen  | Denis Giraudet       | Mitsubishi Lancer Evolution IX | 4:16:44.7 | 1:13.1  | 6    |
| 4      | Násir al-Attíja    | Giovanni Bernacchini | Subaru Impreza WRX STi         | 4:26:09.2 | 10:37.6 | 5    |
| 5      | Mark Tapper        | Jeff Rudd            | Mitsubishi Lancer Evolution X  | 4:41:21.2 | 25:49.6 | 4    |
| 6      | Gianluca Linari    | Andrea Cecchi        | Subaru Impreza WRX STi         | 4:43:39.3 | 28:07.7 | 3    |
| 7      | Gaurav Singh Gill  | David Senior         | Subaru Impreza WRX STi         | 4:46:25.3 | 30:53.7 | 2    |
| 8      | Martin Semerád     | Bohuslav Ceplecha    | Mitsubishi Lancer Evolution X  | 5:00:32.7 | 45:01.1 | 1    |

## Jednotlivé RZ
| Den                | Etapa | Čas (WEST) | Název erzety       | Délka    | Vítěz              | Čas     | Leader             |
| ------------------ | ----- | ---------- | ------------------ | -------- | ------------------ | ------- | ------------------ |
| 1 (2. až 3. duben) | SS1   | 16:50      | Estadio Algarve 1  | 2.21 km  | Henning Solberg    | 2:09.6  | Henning Solberg    |
| 1 (2. až 3. duben) | SS2   | 10:15      | Ourique 1          | 23.42 km | Jari-Matti Latvala | 14:26.9 | Jari-Matti Latvala |
| 1 (2. až 3. duben) | SS3   | 11:12      | Silves 1           | 21.54 km | Jari-Matti Latvala | 12:11.6 | Jari-Matti Latvala |
| 1 (2. až 3. duben) | SS4   | 11:55      | Malhao 1           | 22.04 km | Sébastien Loeb     | 14:10.8 | Daniel Sordo       |
| 1 (2. až 3. duben) | SS5   | 15:00      | Ourique 2          | 23.42 km | Mikko Hirvonen     | 14:27.3 | Mikko Hirvonen     |
| 1 (2. až 3. duben) | SS6   | 15:57      | Silves 2           | 21.54 km | Daniel Sordo       | 12:09.8 | Mikko Hirvonen     |
| 1 (2. až 3. duben) | SS7   | 16:40      | Malhao 2           | 22.04 km | Sébastien Loeb     | 14:06.6 | Mikko Hirvonen     |
| 2 (4. duben)       | SS8   | 09:55      | Santa Clara 1      | 22.61 km | Sébastien Loeb     | 13:52.3 | Mikko Hirvonen     |
| 2 (4. duben)       | SS9   | 10:30      | Almodovar 1        | 27.18 km | Sébastien Loeb     | 17:14.6 | Sébastien Loeb     |
| 2 (4. duben)       | SS10  | 11:40      | Vascao 1           | 22.8 km  | Sébastien Loeb     | 14:47.2 | Sébastien Loeb     |
| 2 (4. duben)       | SS11  | 14:50      | Santa Clara 2      | 22.61 km | Sébastien Loeb     | 13:50.0 | Sébastien Loeb     |
| 2 (4. duben)       | SS12  | 15:25      | Almodovar 2        | 27.18 km | Sébastien Loeb     | 17:20.3 | Sébastien Loeb     |
| 2 (4. duben)       | SS13  | 16:35      | Vascao 2           | 22.8 km  | Sébastien Loeb     | 14:40.6 | Sébastien Loeb     |
| 3 (5. duben)       | SS14  | 07:50      | Loule 1            | 22.65 km | Sébastien Loeb     | 15:46.6 | Sébastien Loeb     |
| 3 (5. duben)       | SS15  | 08:45      | S. Bras Alportel 1 | 16.23 km | Sébastien Loeb     | 11:40.1 | Sébastien Loeb     |
| 3 (5. duben)       | SS16  | 11:16      | Loule 2            | 22.65 km | Mikko Hirvonen     | 15:34.9 | Sébastien Loeb     |
| 3 (5. duben)       | SS17  | 12:11      | S. Bras Alportel 2 | 16.23 km | Mikko Hirvonen     | 11:36.0 | Sébastien Loeb     |
| 3 (5. duben)       | SS18  | 14:00      | Estadio Algarve 2  | 2.21 km  | Henning Solberg    | 2:08.8  | Sébastien Loeb     |